# Cenoura
Daucus carota subsp. sativus (etmologia: do latim tardio carōta, do grego καρωτόν karōton, originalmente da raiz Indo-Europeia raiz ker- (chifre), devido a sua forma) popularmente conhecido como cenoura, é uma planta da família das apiáceas conhecida e apreciada desde a época dos antigos gregos e romanos. O nome também designa a raiz dessa planta, raiz esta que é tuberosa, laranja, com uma textura lenhosa e comestível.
As cenouras são comidas cruas, inteiras, ou como parte de saladas, e são também cozidas em sopas e refogados. A parte folhosa da planta não é comida na maioria das culturas, mas é comestível.

As cenouras são grandes fontes de fibra dietética, antioxidantes, minerais e β-caroteno. Este último, responsável pela coloração alaranjada característica do vegetal, é uma provitamina A (substância que dá origem à vitamina A dentro de um organismo vivo). Ele ajuda o desempenho dos receptores da retina, melhorando a visão. Também ajuda a manter o bom estado da pele e das mucosas. É um antioxidante lipossolúvel que neutraliza os radicais livres, combinando-se diretamente com eles, o que aumenta a eficácia do sistema imunitário. A cenoura apresenta propriedades antissépticas e reguladoras da corrente sanguínea (CHEN ET AL., 1996). A vitamina A é essencial para o crescimento, desenvolvimento e manutenção do tecido epitelial e das membranas mucosas. Tem uma ação moderadora da produção de queratina e estimulante para o desenvolvimento e maturação das células epiteliais (BATISTUZZO; ITAYA; ETO, 2005). Os retinóides sistêmicos aumentam a síntese do colágeno e reduzem a produção da colagenose, inibindo a enzima que degrada o colágeno (ROSSO et al. 1975; BEACH; KENNEY, 1982 apud RUIZ et al.; 2006).

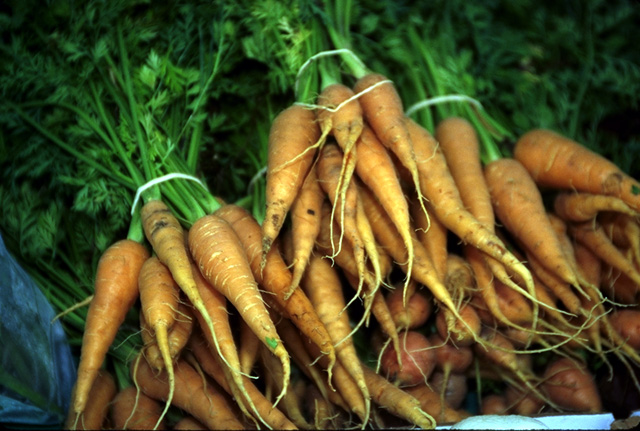
Cenouras

No ser humano, apenas cem gramas de cenoura é suficiente para suprir as necessidades diárias de vitamina A. As cenouras, originalmente, apareciam com cores púrpura, branca e amarela. A cenoura laranja, que é hoje sinônimo de cenoura, foi desenvolvida na Holanda como tributo a Guilherme I de Orange (orange significa "laranja") durante a guerra holandesa de independência da Espanha, no século XVI. Nunca se deve descascar uma cenoura, pois a parte mais nutritiva está justamente perto da superfície. Basta lavá-la e raspá-la. As maiores cenouras do mundo são obtidas tradicionalmente em Ohakune, na Nova Zelândia.

## Produção no Brasil
O Brasil ocupava em 2016 o quinto lugar no ranking mundial, com uma produção anual próxima de 760 mil toneladas. Em relação às exportações deste produto ,o Brasil ocupa a sétima posição mundial. Minas Gerais e São Paulo são os 2 maiores produtores do Brasil. Entre os polos de produção em Minas Gerais, estão os municípios de São Gotardo, Santa Juliana e Carandaí. Em São Paulo, os municípios produtores são Piedade, Ibiúna e Mogi das Cruzes.

## Química
Os poliacetilenos podem ser encontrados em vegetais da família Apiaceae como as cenouras onde apresentam atividades citotóxicas. O falcarinol e o falcarindiol (cis-heptadeca-1,9-dieno-4,6-diyne-3,8-diol) são alguns destes compostos. Este último demonstra actividade antifungica contra Mycocentrospora acerina e Cladosporium cladosporioides. O falcarindiol é o principal composto responsável pela amargura das cenouras.

## Valor nutricional
- Commons
- Commons
- Wikcionário

- Cada 100 gramas de Cenoura (Daucus carota)  contém:
  - Calorias - 51kcal
  - Proteínas - 1,5g
  - Gorduras - 0,3g
  - Provitamina A - 14500 U.l.
  - Vitamina K - 5 mg
  - Vitamina B2 (Riboflavina) - 30 mcg
  - Vitamina B3 (Niacina) - 0,3 mg
  - Vitamina C (Ácido ascórbico) - 27 mg
  - Potássio - 290 mg
  - Sódio - 100 mg
  - Cálcio - 45 mg
  - Fósforo - 40 mg
  - Enxofre - 22 mg
  - Cloro - 5 mg
  - Magnésio - 4 mg
  - Silício - 2 mg
  - Ferro - 1 mg

### Galeria

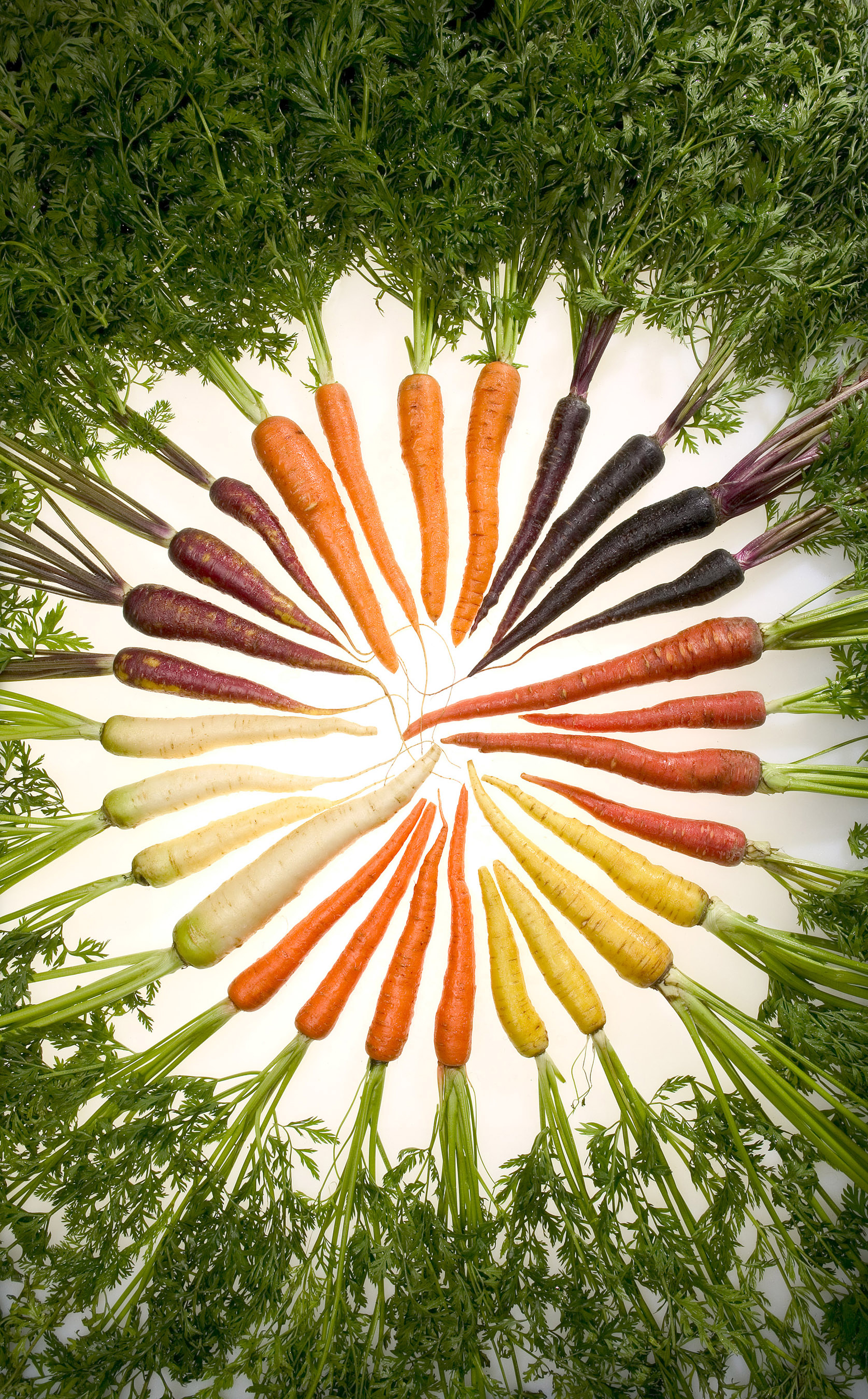
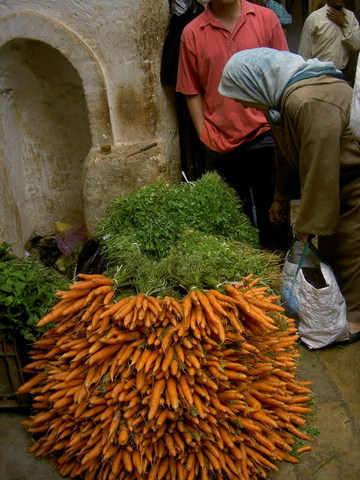
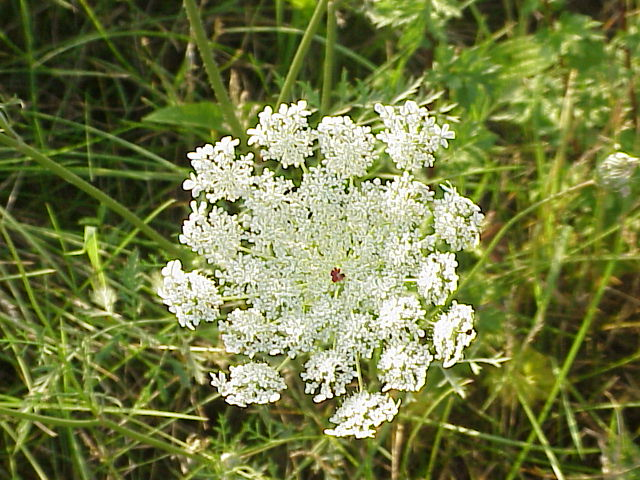
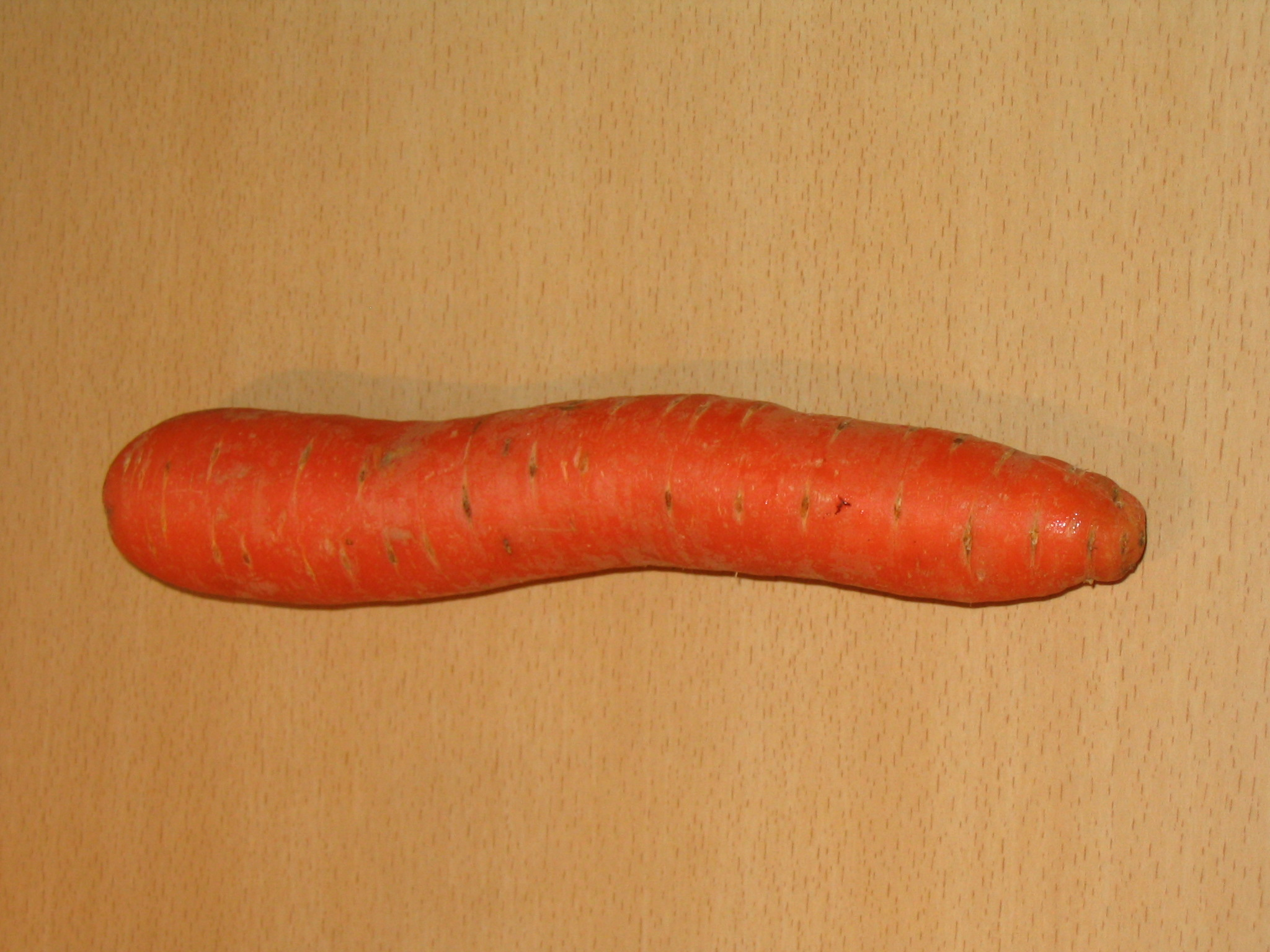
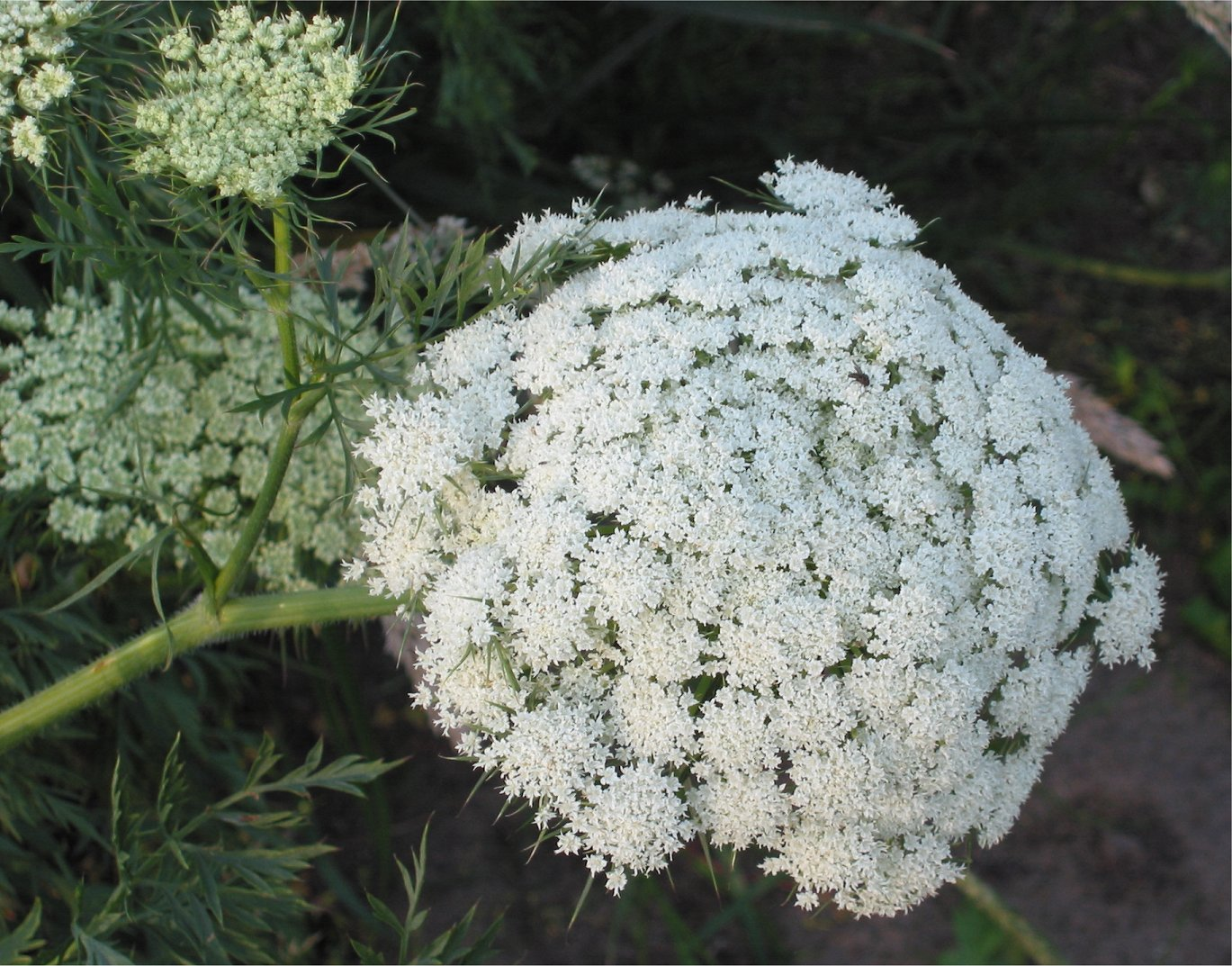
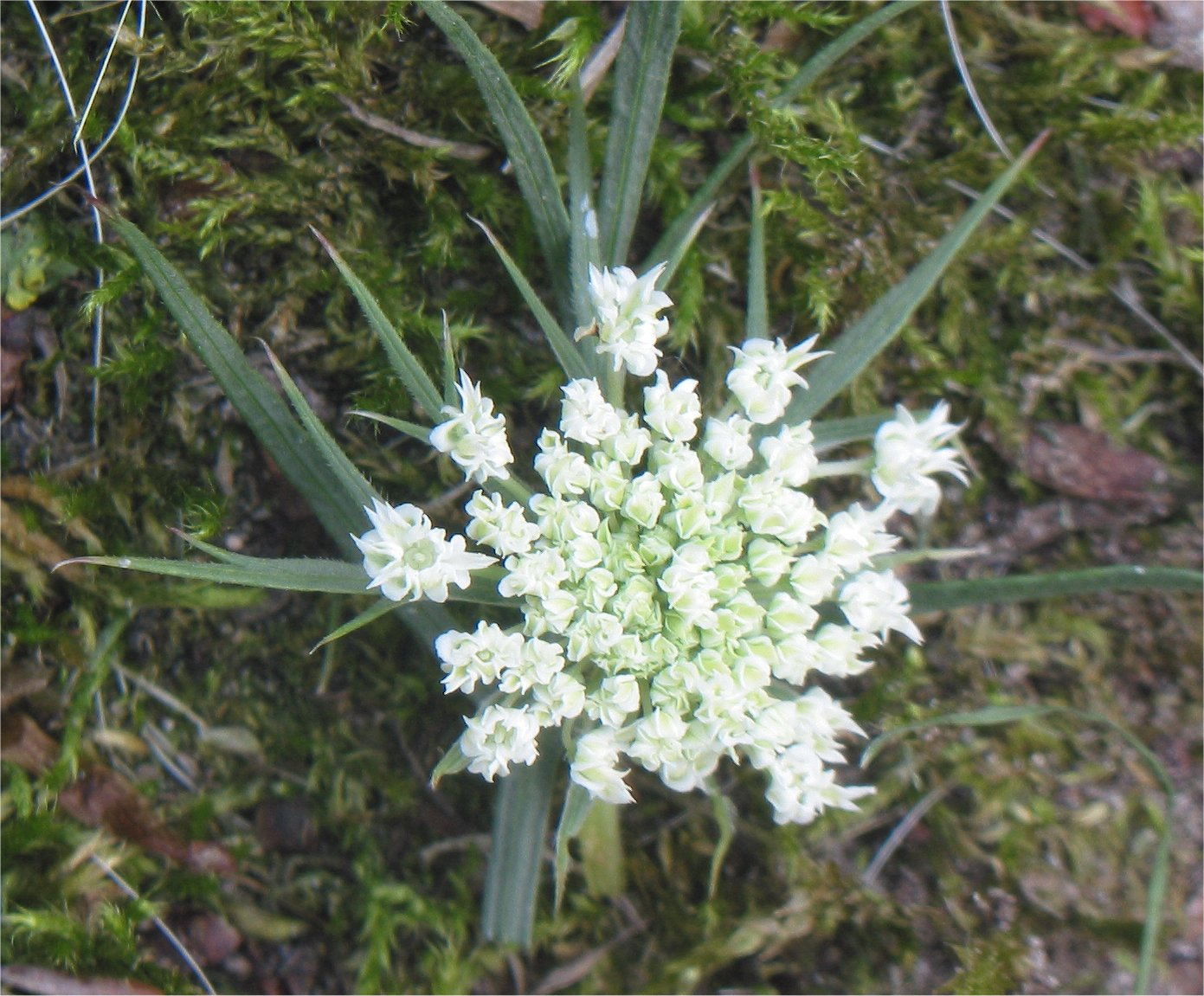
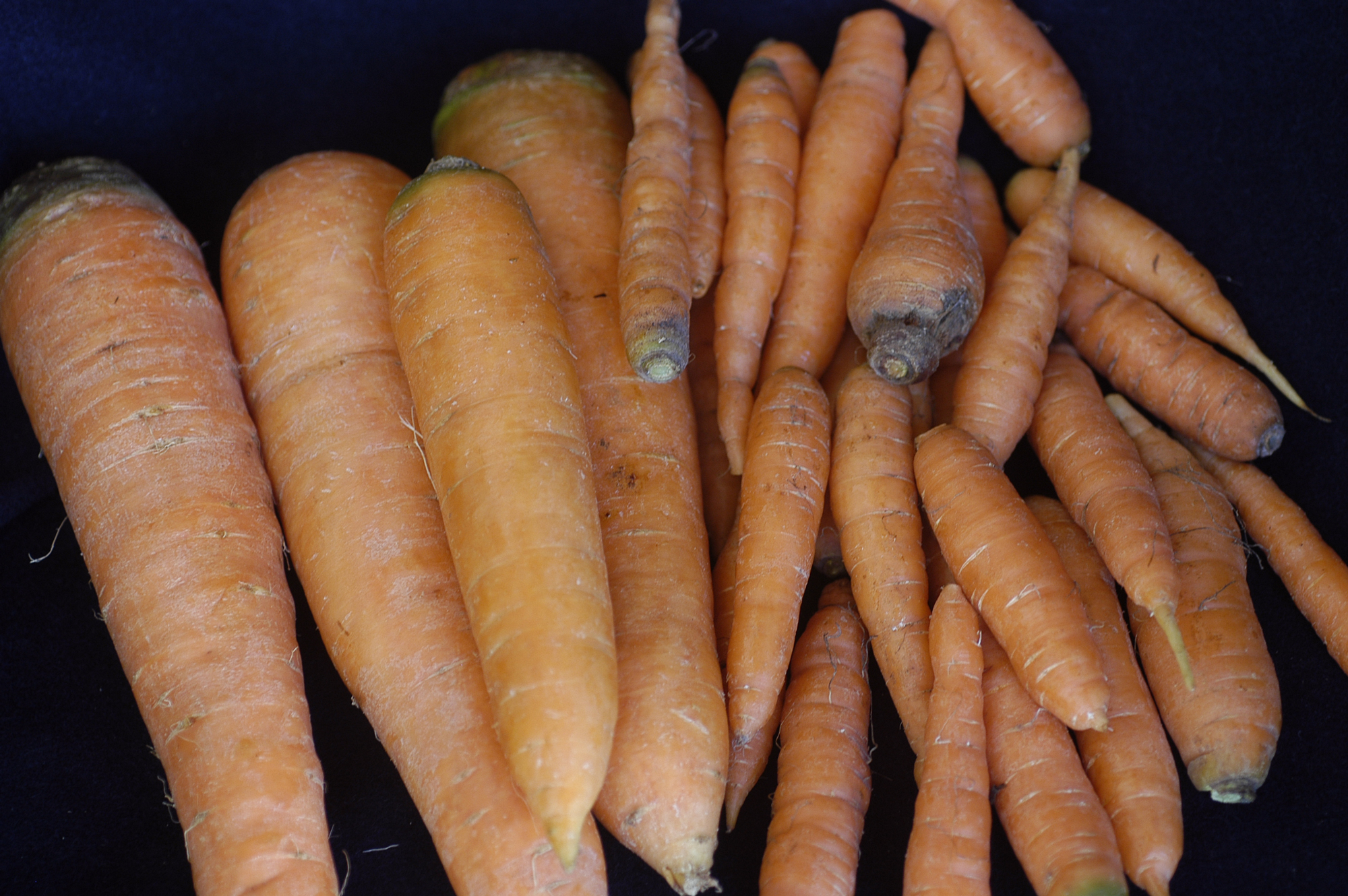
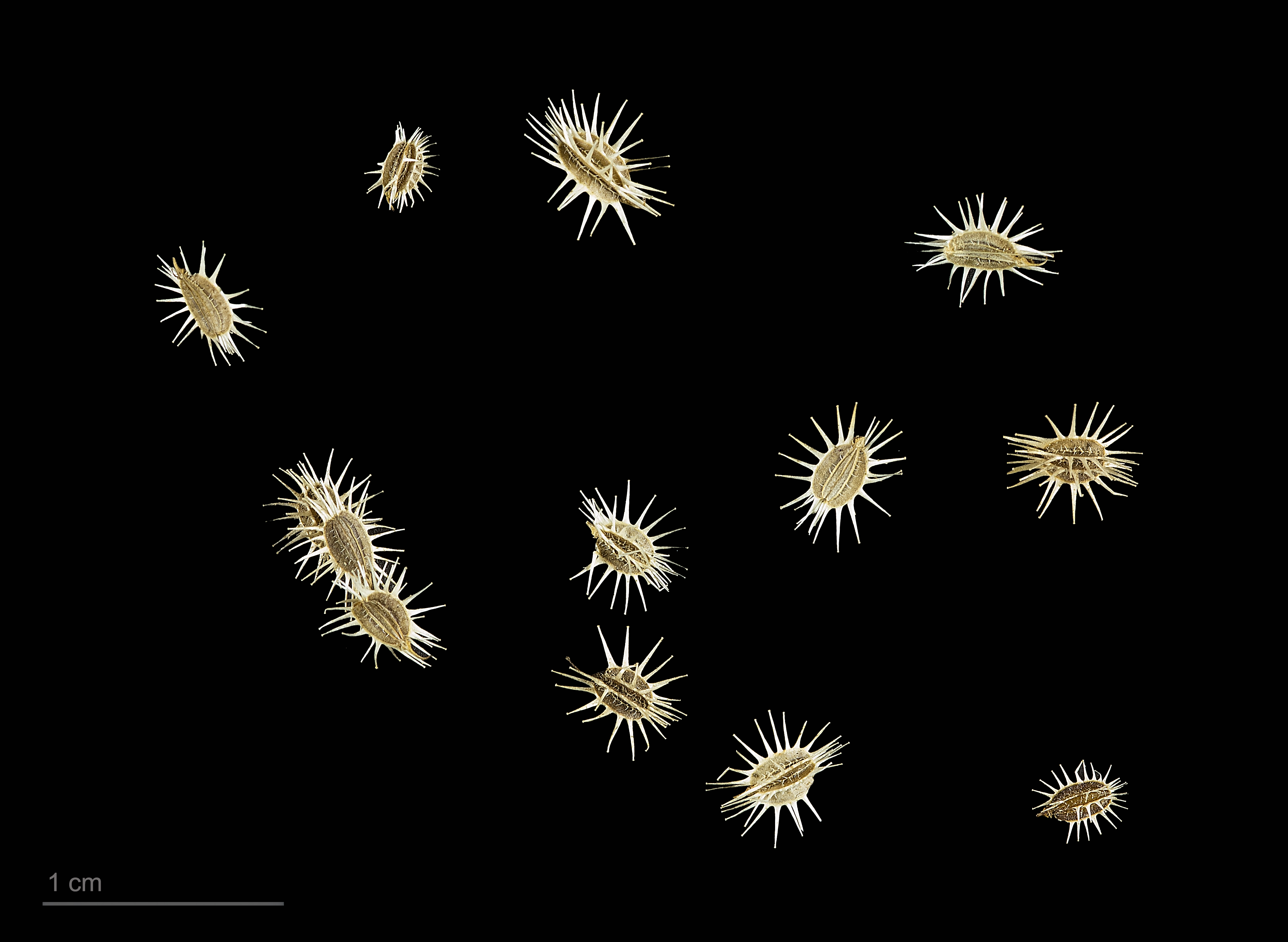
Daucus carota subsp. maximus - MHNT
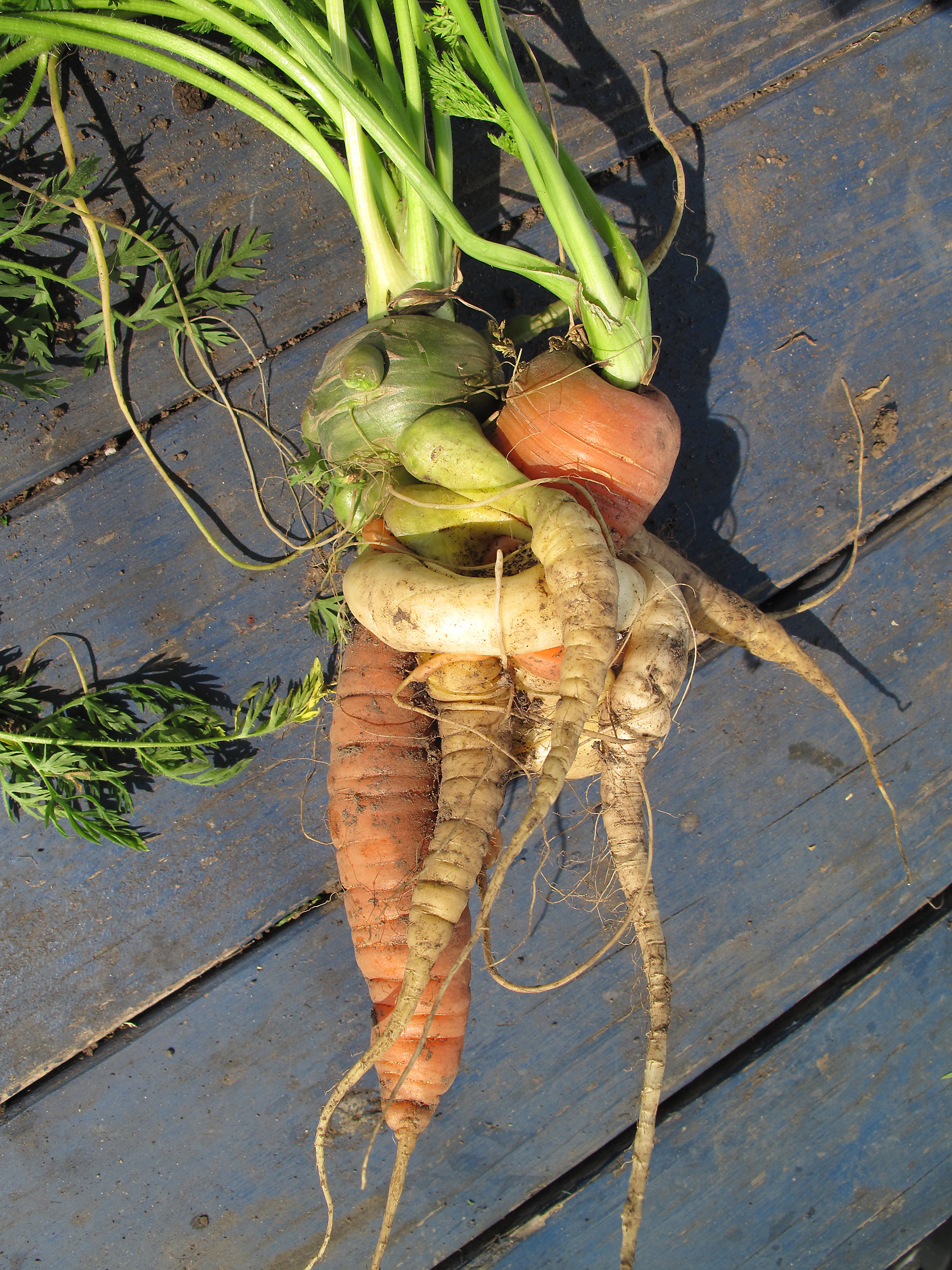